# Kommunalvalet i Göteborg 2022
Kommunalvalet i Göteborg 2022 hölls den 11 september 2022, samtidigt som riksdags- och landstingsvalet och denna sida redovisar valresultatet för kommunalvalet i Göteborgs kommun.

## Resultat
Spärren till Göteborgs kommunfullmäktige var 2% av rösterna. 
| Parti                | Parti                    | Röster  | Röster   | Röster | Mandatfördelning | Mandatfördelning |
| Parti                | Parti                    | Antal   | %        | +− %   | Antal            | +−               |
| -------------------- | ------------------------ | ------- | -------- | ------ | ---------------- | ---------------- |
|                      | Socialdemokraterna       | 92 133  | 26,44 %  | ▲5,97  | 22               | ▲5               |
|                      | Moderata samlingspartiet | 59 495  | 17,12 %  | ▲2,59  | 15               | ▲3               |
|                      | Vänsterpartiet           | 55 221  | 15,82 %  | ▲3,26  | 13               | ▲2               |
|                      | Sverigedemokraterna      | 37 455  | 10,75 %  | ▲2,46  | 9                | ▲2               |
|                      | Demokraterna             | 21 429  | 6,14 %   | ▼10,81 | 5                | ▼9               |
|                      | Miljöpartiet de Gröna    | 20 891  | 5,99 %   | ▼0,95  | 5                | ▼1               |
|                      | Liberalerna              | 19 356  | 5,54 %   | ▼1,69  | 5                | ▼1               |
|                      | Kristdemokraterna        | 14 476  | 4,15 %   | ▲0,83  | 4                | ▲1               |
|                      | Centerpartiet            | 13 968  | 4,00 %   | ▲0,05  | 3                | ▬ 0              |
|                      | Partiet Nyans            | 5 169   | 1,48 %   | ▲1,48  | nytt parti       | ▬ 0              |
|                      | Feministiskt Initiativ   | 2 682   | 0,77 %   | ▼1,53  | 0                | ▼2               |
|                      | Övriga partier           | 6 184   | 1,80 %   | ▲0,2   | —                | —                |
| Antal giltiga röster | Antal giltiga röster     | 350 790 | 100,00 % | —      | 81               | —                |
| Valdeltagande        | Valdeltagande            | 354 893 | 76,49 %  | ▼4,56  |                  |                  |

## Valda ledamöter
Kommunfullmäktige i Göteborgs kommun har 81 ordinarie ledamöter.

## Opinionsundersökningar
| Opinionsinstitut   | Period            | Urval        | S       | D                 | M      | V      | SD     | L      | MP     | C      | KD    | FI    | Andra |       |       |       |       |
| ------------------ | ----------------- | ------------ | ------- | ----------------- | ------ | ------ | ------ | ------ | ------ | ------ | ----- | ----- | ----- | ----- | ----- | ----- | ----- |
| Opinionsinstitut   | Period            | Urval        | GP/Sifo | 30 aug–2 sep 2022 | 1 292  | 23,3 % | 8,4 %  | 17,2 % | 16,3 % | 11,1 % | 6,4 % | 5,9 % | Andra | 4,5 % | 2,9 % | 2,0 % | 2,1 % |
| GP/Sifo            | 26–29 jul 2022    | 1 000        | 26,3 %  | 7,7 %             | 16,1 % | 16,6 % | 11,4 % | 5,6 %  | 6,1 %  | 3,3 %  | 2,8 % | 1,2 % | 2,7 % |       |       |       |       |
| GP/Sifo            | 23–30 jun 2022    | 1 412        | 26,0 %  | 7,2 %             | 17,5 % | 17,5 % | 11,9 % | 5,5 %  | 4,9 %  | 3,6 %  | 2,7 % | 0,9 % | 2,2 % |       |       |       |       |
| GP/Sifo            | 25–31 maj 2022    | 1 407        | 25,3 %  | 6,9 %             | 19,6 % | 16,7 % | 10,1 % | 5,7 %  | 5,6 %  | 3,0 %  | 3,1 % | 0,7 % | 3,2 % |       |       |       |       |
| GP/Sifo            | 28 apr–1 maj 2022 | 1 403        | 25,7 %  | 5,5 %             | 20,1 % | 17,4 % | 11,5 % | 5,1 %  | 4,9 %  | 3,5 %  | 3,5 % | 1,0 % | 1,8 % |       |       |       |       |
| GP/Sifo            | 30 mar–4 apr 2022 | 1 001        | 26,2 %  | 5,3 %             | 20,7 % | 18,0 % | 11,6 % | 3,3 %  | 5,2 %  | 4,1 %  | 2,7 % | 1,4 % | 1,5 % |       |       |       |       |
| GP/Sifo            | 9–14 mar 2022     | 1 014        | 27,5 %  | 6,2 %             | 19,4 % | 18,1 % | 11,7 % | 3,3 %  | 3,6 %  | 4,3 %  | 3,5 % | 0,4 % | 1,9 % |       |       |       |       |
| GP/Sifo            | 3–7 feb 2022      | 1 000        | 25,0 %  | 8,0 %             | 21,0 % | 17,0 % | 13,0 % | 5,0 %  | 4,0 %  | 3,0 %  | 3,0 % | 1,0 % | 1,0 % |       |       |       |       |
| SOM                | 2021              | 5 000– 8 000 | 24,0 %  | 7,0 %             | 17,0 % | 18,0 % | 8,0 %  | 5,0 %  | 6,0 %  | 4,0 %  | 3,0 % | 1,0 % | 6,0 % |       |       |       |       |
| SOM                | 2020              | 5 000– 8 000 | 23,0 %  | 13,0 %            | 16,0 % | 15,0 % | 8,0 %  | 5,0 %  | 7,0 %  | 4,0 %  | 4,0 % | 1,0 % | 4,0 % |       |       |       |       |
| SOM                | 2019              | 5 000– 8 000 | 22,0 %  | 10,0 %            | 15,0 % | 16,0 % | 8,0 %  | 6,0 %  | 9,0 %  | 5,0 %  | 5,0 % | 1,0 % | 3,0 % |       |       |       |       |
| Kommunalvalet 2018 | 9 sep 2018        | –            | 20,5 %  | 17,0 %            | 14,5 % | 12,6 % | 8,3 %  | 7,2 %  | 6,9 %  | 4,0 %  | 3,3 % | 2,3 % | 3,5 % |       |       |       |       |